# Cantillation coranique
La cantillation coranique est la prononciation des prières rituelles de l'islam sur un mode chanté. Son prototype est l'appel à la prière du muezzin, l' adhan, ainsi que l'iqama qui marque le début de chacune des cinq prières quotidiennes.

## Histoire
Le premier muezzin de l'histoire de l'islam, et le plus célèbre, est Bilal. Mahomet l'avait chargé d'appeler les croyants à la prière à Médine, dans la première mosquée fondée par le prophète et ses compagnons de l'hégire.
Cela dit, l'histoire de la cantillation coranique reste largement inconnue. Il semble toutefois clair que la musique (qu'elle soit jugée licite ou non est une autre question) a été dans l'islam un élément culturel fécond qui a nourri les différentes productions artistiques et qui s'en est nourri. La musique s'est révélée un moyen d'assurer la continuation esthétique de la civilisation musulmane. Et cette musique se nourrit de la dimension orale du Coran, qui est parole de Dieu transmise oralement. Après quoi, cette parole s'est transmise du Prophète aux croyants, et ensuite d'une génération de croyants à l'autre, toujours oralement. Car le Coran se transmet d'abord par une récitation collective à haute voix, pas par la lecture individuelle silencieuse. C'est de cela que découle la cantillation pratiquée par un lecteur professionnel (muqri' /arabe مقرئ) qui récite le Coran et qui tient lui-même son savoir d'un maître auprès duquel il s'est formé. 
Cette cantillation semble dès ses débuts liée à une sorte de récitation, dont on trouve la base dans l'injonction rattili l-qurāna tartīlā (« récite avec soin le Coran »), le verbe rattala semblant renvoyer à un arrangement harmonieux et une récitation lente et claire. Il y aurait donc là une idée de mélodie (et c'est là une des bases de la licéité de la musique en islam).

## Muezzin, Adhan et Iqama
Le muezzin (du turc : müezzin, lui-même de l'arabe mu-aḏḏin مؤذّن, celui qui fait l'appel) est le membre de la mosquée chargé de lancer cinq fois par jour l'appel à la prière (adhan) du sommet d'un minaret. Cet appel vocal fut choisi, semble-t-il, pour se démarquer de l'appel juif par une corne, et de l'appel chrétien par une cloche,[réf. souhaitée], mais également parce qu'il est le moyen le plus naturel d'appeler à la prière dirigée par l'imam —elle-même précédée par la forte cantillation de l'iqama par le muezzin. Ce dernier se bouche les oreilles avec l'index ou le majeur afin de n'être pas perturbé dans son office, il hausse la voix pour être entendu au loin, et prononce posément sa cantillation pour être bien compris de ses auditeurs.
L'adhan est le symbole sonore de l'islam. Institué d'après la sunna de Mahomet, il s'apparente à une récitation scandée et modulée, une cantillation de l'appel qui sera suivie par l'iqama lequel, reprenant les mêmes formules, marque le début effectif de la prière. Trois mots dérivent de la même racine arabe ('alif - dhâl - nûn) exprimant l'idée d'« annoncer » : un adhan est un « appel », mu'adhdhin (muezzin) est celui qui fait l'appel, et mi'dhana « minaret » est le lieu d'où se fait cet appel.
| Horaire                             | Texte arabe         | Traduction                              | Translittération            |
| ----------------------------------- | ------------------- | --------------------------------------- | --------------------------- |
| deux fois Le matin seulement (fajr) | الصلاة خير من النوم | La prière est meilleure que le sommeil. | aṣ-ṣalātu ḫayru min an-nawm |

L'iqâma (arabe : ʾiqāma إقامة : fait de se mettre debout) est le second appel à la prière musulmane. Il se cantille juste avant la salât, afin que les croyants se lèvent et s'alignent pour prier. Ce texte, chanté par le muezzin à la demande de l'imam est le même que celui de ladhan à part l'ajout du verset « levez-vous pour la prière » (deux fois) juste avant les deux derniers versets. « Venez à la prière » et « Venez à la félicité » ne s'énoncent qu'une seule fois dans liqâma.
La salât (ou صلاة [ṣalāʰ] qui se traduit par « prière » et par « acte de dévotion ») est le second des cinq piliers de l'islam. En outre, chaque musulman est tenu d'effectuer cinq prières quotidiennes obligatoires (faridah), que les langues perse et indienne nomment namāz —à quoi peuvent s'ajouter la prières de demande ou la prière surérogatoire (nâfilah). Des débuts de  l'islam à l'époque actuelle, les prières constituent un acte de soumission totale à Allah, mais elles servent aussi à réciter les versets du Coran, à les mémoriser, à les fixer dans les esprits —et d'abord dans celui des compagnons du Prophète au fur et à mesure de leur révélation. Des cinq prières journalières obligatoires pour les musulmans, deux s'énoncent à voix basse, la prière d' adh-dhohr, à la mi-journée, et celle d'al-asr, au milieu de l'après-midi. Les trois autres prières s'énoncent à haute voix :
- as-soubh (appelée aussi al-fajr), prière de l'aube, composée de deux rakah. Le temps imparti à cette prière commence à l'apparition de l'aube véritable (al-fajrou s-sadiq) qui éveille une lueur blanche transversale à l'horizon oriental, et il finit au lever du soleil.
- al-maghrib, au coucher du soleil, composée de trois rakah. Ce temps de prière commence après le coucher du soleil c'est-à-dire après la disparition de la totalité du disque solaire, et il finit à la disparition de la lueur rouge. La lueur rouge est la rougeur qui apparait à l'occident après le coucher du soleil.
- al-icha, prière de la nuit, composée de quatre rakah.

La fatiha (arabe : الفاتحة [ al-fâtiḥah ]), la sourate d'ouverture du Coran, composée de sept versets ou ayat, est récitée au cours de chaque prière. Le mot amin (amen) est ajouté en fin de récitation, sans être toutefois partie intégrante de la sourate. L'image en tête de cet article montre une fâtiha calligraphiée.

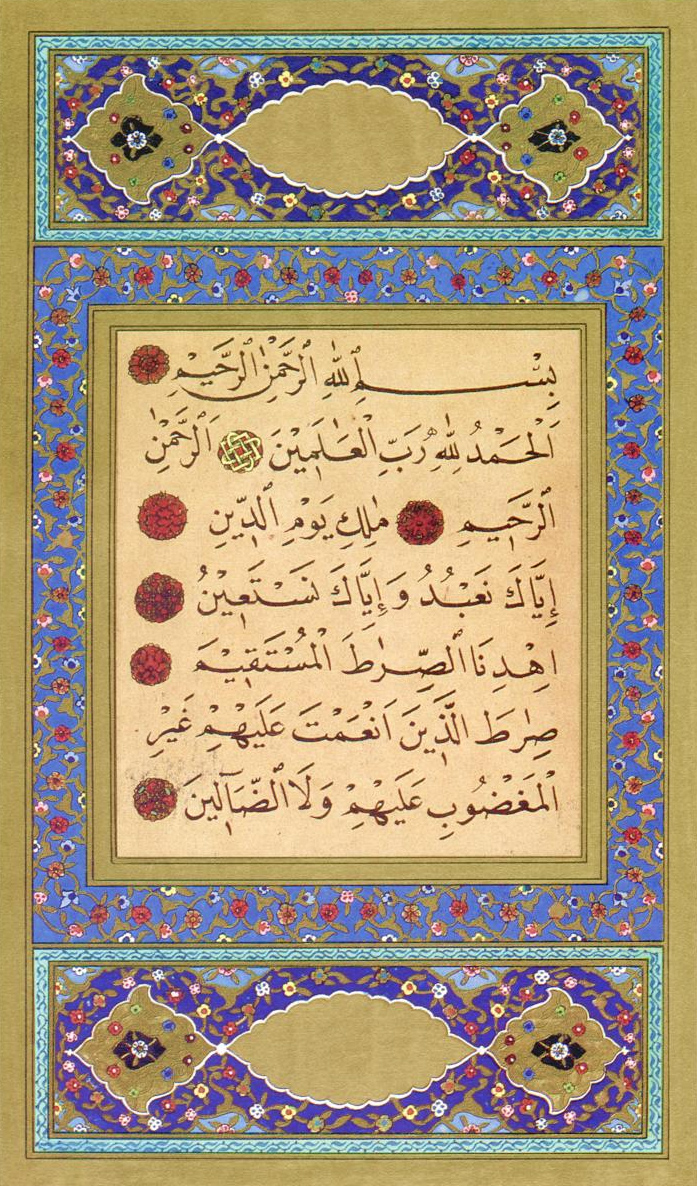
Première sourate du Coran, nommée traditionnellement la Fatiha (ouverture).

## Musicalité de la cantillation coranique
La récitation du Coran se cantille. Et l'appel à la prière est, lui aussi, un chant délimité par des règles précises. Les hamd, les nasheeds et les na't sont des poèmes dévotionnels de l’Islam officiel. Le na't kwani est un chant a cappella qui accompagne la cantillation du Coran, chant qui exprime l'amour d'Allah, notamment au sein du hamd-o-sanna accompagné de percussions.
L'opinion des sunnites et des chiites diffère à l'égard de la musique. Les premiers affichent une interdiction mais montrent dans les faits une grande tolérance, les seconds au contraire semblent favoriser la musique mais l'interdisent dans les faits. Cette attitude contradictoire nait de l'influence exercée par les confréries soufies, adeptes parfois de rituels liés à la musique dhikr et sama'. Certains musulmans jugent que seul le chant est halal, licite et permis, et pensent que les instruments sont haram, c'est-à-dire interdits. Une importante tradition de chant a cappella s'enrichit d'emprunts au mélisme.
La musique islamique est polymorphe et varie selon les traditions des pays qu'habitent les musulmans. La musique arabe classique est religieuse, la musique islamique est profane. La musique ottomane elle aussi est profane. De même pour la musique persane, où se retrouvent néanmoins des modes religieux (maqâm ou dastgah). En dépit de ces multiples apparences, cette musique, qui appartient à la tradition orale, présente certaines caractéristiques communes, surtout dans l'art de la musique savante de l’Islam. Les musiques ethniques présentent des particularités régionales plus marquées. Cet art musical présente des caractères esthétiques et ethnomusicologiques variés, unifiés par l’Islam, et il s'est exprimé surtout en langue arabe.

### Articles liés
- Musique islamique
- Tajwid
- Tartil

- Tuhfat al-atfal

- Musique arabe
- Musique islamique
- Vocabulaire de l'islam